# العلاقات اليونانية التشيلية
العلاقات اليونانية التشيلية هي العلاقات الثنائية التي تجمع بين اليونان وتشيلي.

## مقارنة بين البلدين
هذه مقارنة عامة ومرجعية للدولتين:
| وجه المقارنة                                              | اليونان                                                                             | تشيلي                         |
| --------------------------------------------------------- | ----------------------------------------------------------------------------------- | ----------------------------- |
| المساحة (كم2)                                             | 131.96 ألف                                                                          | 756.10 ألف                    |
| عدد السكان (نسمة)                                         | 10.76 مليون                                                                         | 17.37 مليون                   |
| الكثافة السكانية (ن./كم²)                                 | 81.54                                                                               | 22.97                         |
| العاصمة                                                   | أثينا، نافبليو                                                                      | سانتياغو                      |
| اللغة الرسمية                                             | لغة يونانية، اليونانية الديموطيقية ‏                                                 | اللغة الإسبانية               |
| العملة                                                    | يورو، دراخما، فينيكس يوناني ‏                                                        | بيزو تشيلي، وحدة حساب تشيلية ‏ |
| الناتج المحلي الإجمالي (بليون دولار)                      | 200.29 مليار                                                                        | 277.08 مليار                  |
| الناتج المحلي الإجمالي (تعادل القوة الشرائية) بليون دولار | 285.45 مليار                                                                        | 419.39 مليار                  |
| الناتج المحلي الإجمالي الاسمي للفرد دولار أمريكي          | 18.00 ألف                                                                           | 13.42 ألف                     |
| الناتج المحلي الإجمالي للفرد دولار أمريكي                 | 26.85 ألف                                                                           | 22.07 ألف                     |
| مؤشر التنمية البشرية                                      | 0.865                                                                               | 0.832                         |
| رمز المكالمات الدولي                                      | +30                                                                                 | +56                           |
| رمز الإنترنت                                              | .gr                                                                                 | .cl                           |
| المنطقة الزمنية                                           | توقيت شرق أوروبا، ت ع م+02:00، ت ع م+03:00، توقيت شرق أوروبا الصيفي ‏، أوروبا/أثينا ‏ | 00، 00، 00، 00                |

## مدن متوأمة
في ما يلي قائمة باتفاقيات التوأمة بين مدن يونانية وتشيلية:
- ترتبط فولوس مع أنتوفاغاستا باتفاقية توأمة منذ 2007.
- ترتبط أثينا مع سانتياغو باتفاقية توأمة منذ 18 سبتمبر 1991.

## منظمات دولية مشتركة
يشترك البلدان في عضوية مجموعة من المنظمات الدولية، منها:
| علم المنظمة | اسم المنظمة                               | تاريخ انضمام اليونان | تاريخ انضمام تشيلي |
| ----------- | ----------------------------------------- | -------------------- | ------------------ |
|             | مؤسسة التنمية الدولية                     | 9 يناير 1962         | 30 ديسمبر 1960     |
|             | يونسكو                                    | 4 نوفمبر 1946        | 7 يوليو 1953       |
|             | وكالة ضمان الاستثمار متعدد الأطراف        | 30 أغسطس 1993        | 12 أبريل 1988      |
|             | منظمة التعاون الاقتصادي والتنمية          | 30 سبتمبر 1961       | ?                  |
|             | الأمم المتحدة                             | 25 أكتوبر 1945       | 24 أكتوبر 1945     |
|             | الفريق المعني برصد الأرض                  | ?                    | ?                  |
|             | الاتحاد البريدي العالمي                   | ?                    | ?                  |
|             | البنك الدولي للإنشاء والتعمير             | 27 ديسمبر 1945       | 31 ديسمبر 1945     |
|             | المنظمة الهيدروغرافية الدولية             | ?                    | ?                  |
|             | الاتحاد الدولي للاتصالات                  | 1866                 | 1908               |
|             | منظمة حظر الأسلحة الكيميائية              | ?                    | ?                  |
|             | مؤسسة التمويل الدولية                     | 26 سبتمبر 1957       | 15 أبريل 1957      |
|             | المركز الدولي لتسوية المنازعات الاستشارية | 21 مايو 1969         | 24 أكتوبر 1991     |
|             | منظمة التجارة العالمية                    | 1995                 | ?                  |
|             | منظمة الشرطة الجنائية الدولية             | ?                    | ?                  |

## وصلات خارجية
- موقع وزارة الخارجية اليونانية
- موقع وزارة الخارجية التشيلية